# تليت
تليت هي جماعة قروية بإقليم طاطا في جهة سوس ماسة جنوب المغرب، وهي تبعد عن مدينة طاطا بـ 130 كلم، وتضم 4326 نسمة حسب الإحصاء العام للسكان والسكنى لسنة 2014.

## دواوير الجماعة
- زاوية الصرب
- أغكمي
- اكيوض
- توريرت انتلاس
- توريرت نوزناك
- أمتزكين
- إمي نتليت
- تكديرت
- تملوكت
- تمكسين
- زاوية أيناس
- تعفروكت
- إمي نوماغا
- انسولة

## التعليم
توجد في تليت مؤسسات التعليم التالية:
- مجموعة مدارس أمتزكين
- مجموعة مدارس تليت
- مجموعة مدارس نسولة
- إعدادية بدر